# فرانك هاتشيسون
فرانك هاتشيسون (بالإنجليزية: Frank Hutchison)‏ هو كاتب أغاني وموسيقي وعازف قيثارة ومغني أمريكي، ولد في 20 مارس 1891 في مقاطعة رالي في الولايات المتحدة، وتوفي في 9 نوفمبر 1945 في دايتون في الولايات المتحدة بسبب مرض الكبد.

## وصلات خارجية
- فرانك هاتشيسون على موقع ميوزك برينز (الإنجليزية)
- فرانك هاتشيسون على موقع أول ميوزيك (الإنجليزية)
- فرانك هاتشيسون على موقع ديسكوغز (الإنجليزية)